# أبي فيليبس
أبي فيليبس (بالإنجليزية: Abi Phillips)‏ هي مغنية بريطانية، ولدت في 14 يناير 1994 في Sutton Coldfield ‏ في المملكة المتحدة.

## وصلات خارجية
- أبي فيليبس على موقع IMDb (الإنجليزية)